# Digital Bibliography & Library Project

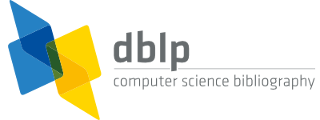
Logo depuis 2012.

Le Digital Bibliography & Library Project (DBLP, littéralement « Projet de bibliothèque et de bibliographie numérique ») est un site web publiant un catalogue de bibliographies en informatique. Hébergé par l'Université de Trèves en Rhénanie-Palatinat, Allemagne, il existe depuis les années 1980. Il a été conçu au départ comme un catalogue de bibliographies sur les bases de données et la programmation logique. En janvier 2015, DBLP liste plus de 2,9 millions d'articles sur l'informatique. Le site suit les publications de VLDB (une revue pour les très grandes bases de données), les IEEE transactions, les ACM transactions et les articles diffusés lors des conférences techniques. En 2011, son contenu est reflété par cinq sites internet,,,.
Au départ, DBLP était l'abréviation de « DataBase systems and Logic Programming », mais la couverture des documents catalogués s'est depuis étendue à tout le domaine informatique, et l'abréviation est maintenant un rétroacronyme signifiant « Digital Bibliography & Library Project ».